# Simbolo
Il simbolo è un elemento della comunicazione, che esprime contenuti di significato ideale dei quali esso diventa il significante. Tale elemento, sia esso un segno, gesto, oggetto o altra entità, è in grado di evocare alla mente dell'osservatore un concetto diverso da ciò che il simbolo è fisicamente, grazie a una convenzione prestabilita (ad es. la croce è il simbolo del Cristianesimo) o a un aspetto che lo caratterizza (ad es. il leone è il simbolo della forza).

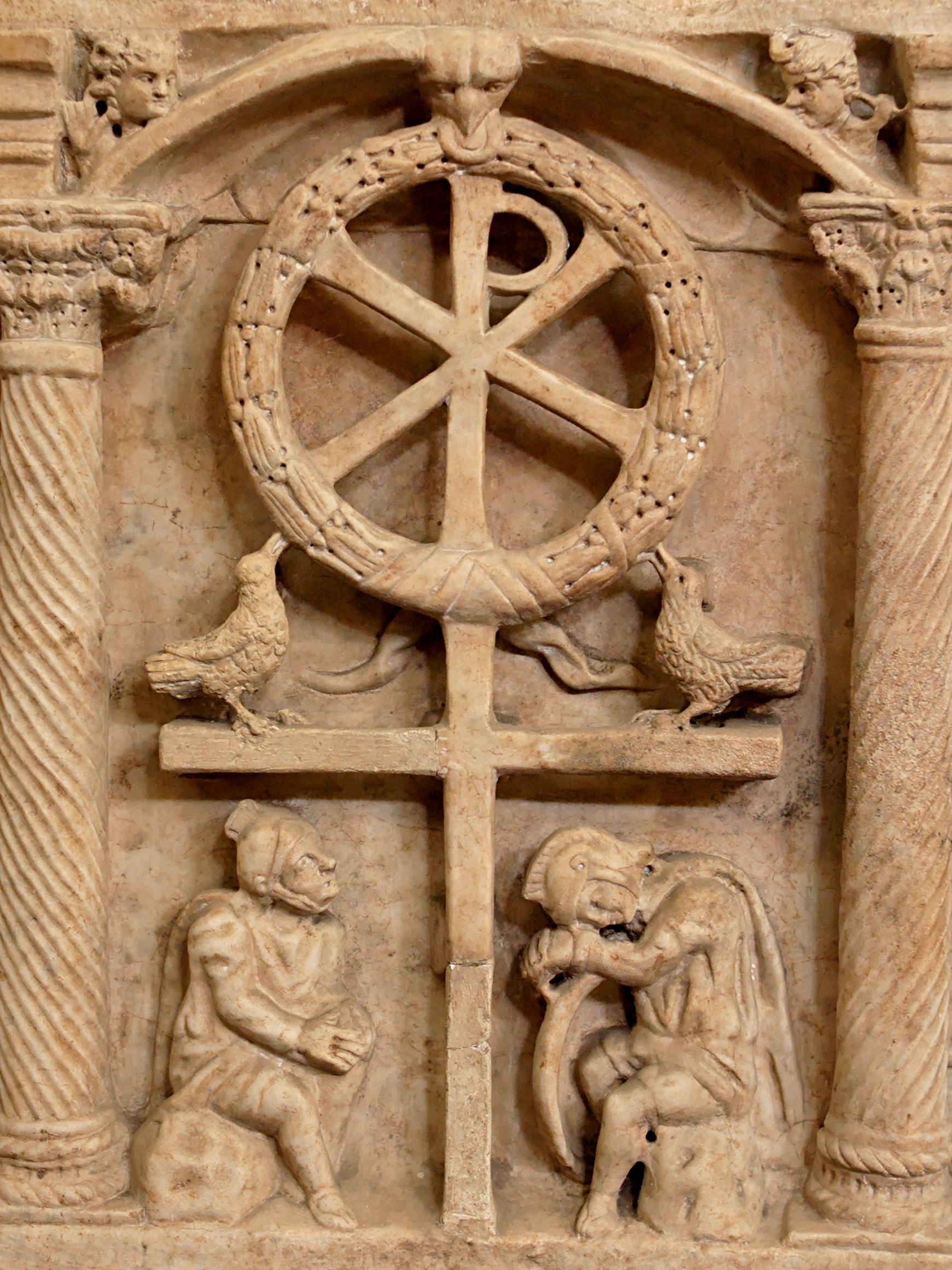
Il Chi Rho, uno dei primi cristogrammi.

## Etimologia
La parola "simbolo" viene dal latino symbolum, prestito dal greco antico σύμβολον?, sýmbolon ("segno"), a sua volta derivato dal tema del verbo συμβάλλω (symbàllo), formato da σύν «insieme» e βάλλω «gettare», avente il significato approssimativo di "gettare insieme, mettere insieme, unire" due parti distinte.
In greco antico, il termine "simbolo" (σύμβολον) aveva il significato di "tessera di riconoscimento" o "tessera hospitalitatis (dell'ospitalità)" secondo l'usanza per cui due individui, due famiglie o anche due città spezzavano una tessera, di solito di terracotta, o un anello, e ne conservavano ognuno una delle due parti a conclusione di un accordo o di un'alleanza: da qui anche il significato di "patto" o di "accordo" che il termine greco assume per traslato. Il perfetto combaciare delle due parti della tessera provava l'esistenza dell'accordo.

## Simbolo, segno e segnale
Diversi autori, come Hobbes e poi Charles Sanders Peirce e i positivisti e neopositivisti della "logica simbolica", sostengono che il simbolo, nella sua funzione di "stare al posto di", possa scambiarsi con il segno.
Charles W. Morris (1901-1979) per esempio, afferma che il simbolo è un segno che ha un aspetto di convenzionalità maggiore rispetto ai segnali poiché chi esprime il simbolo lo usa come alternativa al segno con cui s'identifica.
I simboli sono inoltre differenti dai segnali, poiché questi ultimi hanno un puro valore informativo e non evocativo.
I simboli si differenziano anche dai marchi, che hanno un valore solamente soggettivo e che vengono usati per indicare un'origine fattuale.
Il simbolo può essere di due tipi:
- convenzionale, in virtù di una convenzione sociale;
- analogico, capace di evocare una relazione tra un oggetto concreto e un'immagine mentale.

Ad esempio, il linguaggio parlato consiste di distinti elementi uditivi adoperati per rappresentare concetti simbolici (parole) e disposti in un ordine che precisa ulteriormente il loro significato.
I simboli e i segni possiedono un forte carattere intersoggettivo, in quanto sono condivisi da un gruppo sociale o da una comunità culturale, politica, religiosa.
Hegel distingue il simbolo dal segno, che «rappresenta un contenuto del tutto diverso da quello che ha per sé.» Mentre cioè nel segno il contenuto è del tutto diverso dalla sua rappresentazione, nel simbolo l'oggetto simbolizzato è simile alla sua espressione simbolica, così come accade con l'analogia.
Nella tradizione della Cristianità, il segno è distinto dal miracolo poiché rivela una verità ulteriore a quella storica, che è sempre presente e attuale per tutte le generazioni successive fino alla fine dei giorni. L'esegesi biblica, tipica ad esempio della Patristica e rinvenuta di frequente nel Vangelo secondo Giovanni, cercano il segno (spirituale) di Dio oltre il miracolo (sensibile) dell'Unigenito e degli altri figli di Dio.

## Simbolo e significato tradizionale

Il simbolo runico Algiz è adottato da vari gruppi neopagani

Se, come sostiene René Alleau, una società senza simboli non può evitare di cadere al livello delle società infraumane, poiché la funzione simbolica è un modo di stabilire una relazione tra il sensibile e il sovrasensibile, sulla interpretazione dei simboli e sul loro impiego da sempre gli uomini sono divisi. Tale atteggiamento è dovuto al fatto che spesso l'uomo tenta di trovare un significato ad un simbolo anche se questo non ne ha; può evocare e focalizzare, riunire e concentrare, in modo analogicamente polivalente, una molteplicità di sensi che non si riducono a un unico significato e neppure ad alcuni significati soltanto. All'interno del medesimo simbolo vi sono evocazioni simboliche molteplici e gerarchicamente sovrapposte che non si escludono reciprocamente, ma sono anzi concordanti tra loro, perché in realtà esprimono le applicazioni di uno stesso principio a ordini diversi, e in tal modo si completano e si corroborano, integrandosi nell'armonia della sintesi totale. Questo rende il simbolismo un linguaggio meno limitato del linguaggio comune e adatto per l'espressione e la comunicazione di certe verità, facendone il linguaggio iniziatico per eccellenza e il veicolo indispensabile di ogni insegnamento tradizionale.

## Differenza tra simbolo e allegoria

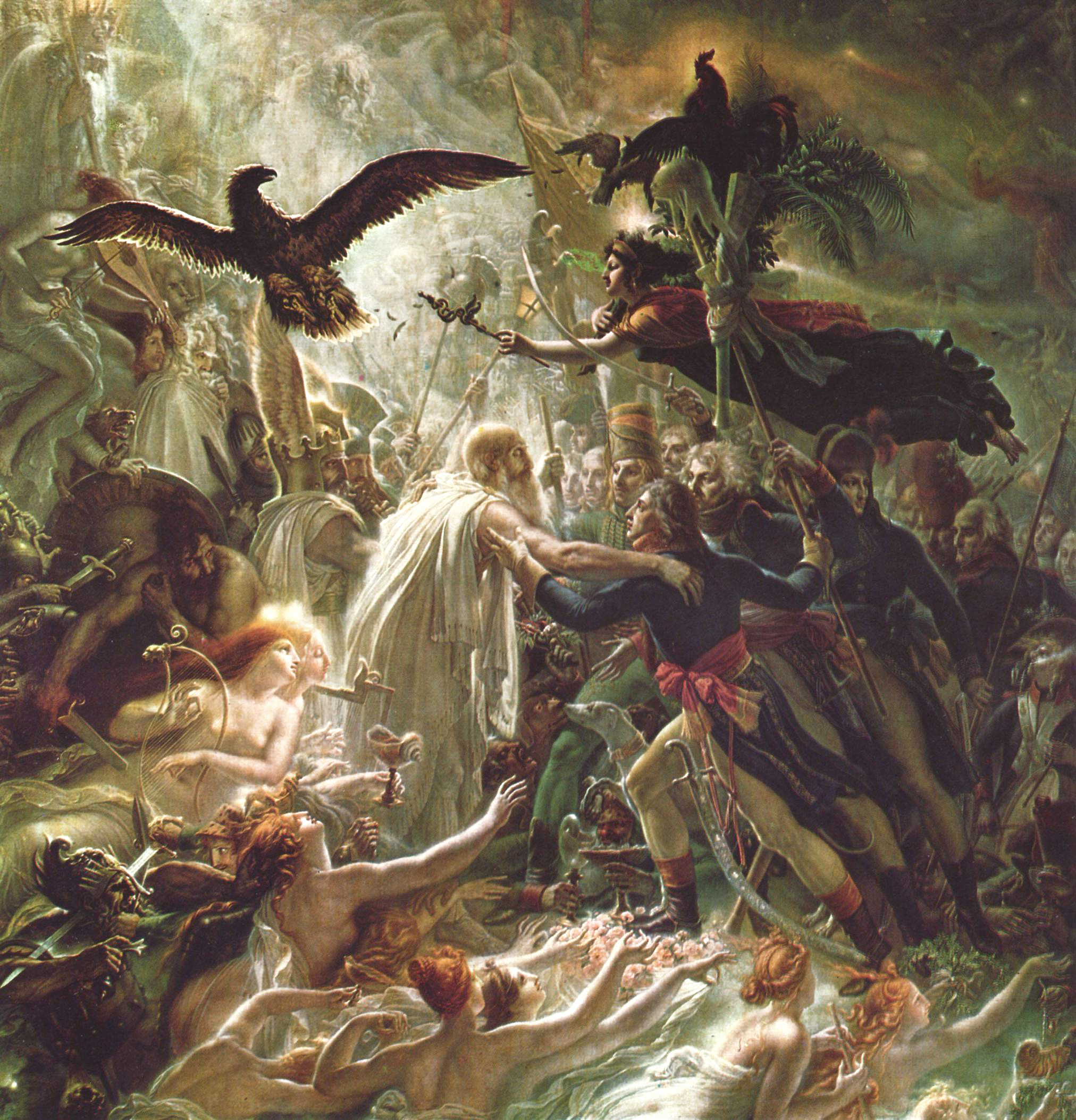
Un'aquila come allegoria (A-L. de Roussy-Trioson, Apoteosi dei soldati francesi caduti nella guerra di liberazione)

A questo punto è necessario rimarcare la differenza tra il simbolo e l'allegoria: questa si esprime preferibilmente tramite il linguaggio, mentre il simbolo contiene di per sé quello che vuole significare.
Un simbolo è qualcosa di più concreto, statico, assoluto rispetto all'allegoria. Per esempio, un'aquila può essere simbolo di regalità, di forza, ecc. Anche un'aquila in volo o in un'altra azione generica spesso ha valenza di simbolo, indipendente dal contesto entro il quale viene posta.
Quando invece il contesto è basilare nell'interpretazione si parla di allegoria; un'aquila che, all'interno di una narrazione, scenda dal cielo e faccia una serie di azioni significative può rappresentare un'immagine più complessa (ad esempio simboleggiava il Sacro Romano Impero e in base alle azioni che può compiere nello specifico si può estrapolare una situazione politica specifica). Spesso l'allegoria, nella sua complessità maggiore, ha un'interpretazione "soggettiva", cioè legata al tipo di lettura che se ne fa. Il legame tra oggetto significato e immagine significante nell'allegoria è arbitrario e intenzionale, a differenza del simbolo in cui è piuttosto convenzionale; nell'allegoria non può essere decodificato in maniera intuitiva e immediata, ma necessita di un'elaborazione intellettuale. L'allegoria è comunque sempre "relativa", ovvero è suscettibile di una discussione critica nella fase di interpretazione.
Il simbolo, quindi, con un significato immediato contenuto al suo interno, si può dire abbia una valenza metafisica nascosta espressa da un intimo rapporto tra la raffigurazione sensibile espressa nel simbolo e la sua valenza ideale.

### Simbolo e allegoria nel Cristianesimo
Nel neoplatonismo e nel Cristianesimo il simbolo ha avuto un'importante rilevanza nell'ambito di una teologia mistica.

Nell'emanatismo di Plotino ogni passaggio è una rappresentazione simbolica del grado che lo sovrasta.
Il Cristianesimo ha variamente utilizzato il simbolo o l'allegoria a seconda dei periodi che ha attraversato nel suo sviluppo.
Quando il primo cristianesimo sentiva l'impellente necessità di realizzare il mondo promesso dall'annunzio di Cristo o quando come nel Rinascimento o nell'età barocca appariva una profonda frattura tra l'umano e il divino, era la funzione dell'allegoria a prevalere.
Quando invece il Cristianesimo risentiva dell'influsso neoplatonico ispirato ad una divaricazione del rapporto tra l'uomo e Dio nella storia e nella realtà terrena, allora era il simbolo a prevalere come più adatto a significare i valori e gli elementi ideali della divinità. Così è la visione simbolica di Dio descritta dalla scuola di Alessandria con Filone, Clemente e Origene e dallo stesso Sant'Agostino.

## Il simbolo e l'allegoria nell'estetica
Nella filosofia moderna il simbolo trova espressione non più nella teologia ma nell'estetica classicistica come quella che ha in Hegel la sua primitiva definizione e che prosegue fino a György Lukács (1885–1971). Il simbolo qui rappresenta l'opera d'arte realizzata nella sua totale unitaria compiutezza.
Nelle estetiche che originano dal romanticismo - da Friedrich von Schlegel (1772-1829) sino a Walter Benjamin (1892-1940) - torna invece l'uso dell'allegoria, non come espressione intellettuale retorica ma come manifestazione di quella separazione, già notata nell'arte barocca, tra l'umano e il divino, tra la forma estetica e il contenuto materiale.

## Il simbolo nelle scienze umane
La scoperta vichiana del simbolismo nelle società primitive troverà ampia applicazione nella antropologia culturale e nelle riflessioni romantiche sul mito per arrivare al simbolismo dei sogni nella psicoanalisi di Freud e nella psicologia del profondo di Jung.

### Ernst Cassirer
Una riflessione specifica sul simbolo, incentrata sul concetto di "funzione simbolica", è stata condotta da Ernst Cassirer (1874-1945). Lo spirito umano è in grado di sintetizzare il molteplice sensibile tramite forme culturali come il linguaggio, il mito, la conoscenza razionale.
Cassirer conduce poi un'analisi fenomenologica della logica e del linguaggio comune che lo porta a scoprire nel simbolo quello che egli chiama "un più di senso", un accumulo di significati che lo rendono molto più significante rispetto al segno e quindi impossibile da utilizzare nella logica formale ed astratta.